# ゴギービック郡 (ミシガン州)
ゴギービック郡（英: Gogebic County、[ɡoʊˈɡiː.bɪk] go-GEE-bik)）は、アメリカ合衆国ミシガン州アッパー半島の西端に位置する郡である。2010年国勢調査での人口は16,427人であり、2000年の17,370人から5.4%減少した。郡庁所在地はベッセマー市（人口1,914人）であり、同郡で人口最大の都市はアイアンウッド市（人口5,387人）である。
ゴギービック郡は1867年に設立され組織化された。元はオントナゴン郡の一部だった。郡名はオジブワ語から派生したと言われており、語尾の「ビック」は「岩」と解釈されることが多い。別の説ではアゴギービック湖から採られたというものであり、この湖そのものが後にゴギービック湖に改名された。

## 地理
アメリカ合衆国国勢調査局に拠れば、郡域全面積は1,476.43平方マイル (3,823.9 km2)であり、このうち陸地1,101.86平方マイル (2,853.8 km2)、水域は374.57平方マイル (970.1 km2)で水域率は25.37%である。

### 特徴的な地形
- スペリオル湖
- ゴギービック湖、アッパー半島の内陸では最大の湖
- モントリオール川、州の西端、ウィスコンシン州との州境になる

### 交通

#### 主要高規格道路
- アメリカ国道2号線
- アメリカ国道2号線産業道路、アイアンウッド市を通る
- アメリカ国道45号線
- ミシガン州道28号線
- ミシガン州道64号線
- ゴギービック郡道513号線、ブラック川国有林景観側道

#### 空港
- アイアンウッド市の北にあるゴギービック郡空港 (IWD) では商業便の利用が可能である

### 隣接する郡
- オントナゴン郡 - 北
- アイアン郡 - 東
- ビラス郡 (ウィスコンシン州) - 南
- アイアン郡 (ウィスコンシン州) - 南西
- アシュランド郡 (ウィスコンシン州) - 北西

### 国立保護地域
- オタワ国立の森（部分）

### 州立保護地域
- ゴギービック湖州立公園

## 人口動態
以下は2000年の国勢調査による人口統計データである。
| 基礎データ - 人口: 17,370人 - 世帯数: 7,425 世帯 - 家族数: 4,581 家族 - 人口密度: 6人/km2（16人/mi2） - 住居数: 10,839軒 - 住居密度: 4軒/km2（10軒/mi2） 人種別人口構成 - 白人: 94.24% - アフリカン・アメリカン: 1.76% - ネイティブ・アメリカン: 2.20% - アジア人: 0.23% - 太平洋諸島系: 0.01% - その他の人種: 0.35% - 混血: 1.22% - ヒスパニック・ラテン系: 0.88% 先祖による構成 - フィンランド系：22.5% - ドイツ系：12.8% - イタリア系：12.8% - ポーランド系：8.6% - スウェーデン系：6.3% - イギリス系：6.1% - アイルランド系：5.4% 言語による構成 - 英語：95.2% - フィンランド語：2.0% - スペイン語：1.2% | 年齢別人口構成 - 18歳未満: 20.4% - 18-24歳: 8.3% - 25-44歳: 24.4% - 45-64歳: 24.2% - 65歳以上: 22.6% - 年齢の中央値: 43歳 - 性比（女性100人あたり男性の人口） - 総人口: 101.0 - 18歳以上: 100.1 世帯と家族（対世帯数） - 18歳未満の子供がいる: 24.4% - 結婚・同居している夫婦: 49.1% - 未婚・離婚・死別女性が世帯主: 9.3% - 非家族世帯: 38.3% - 単身世帯: 34.2% - 65歳以上の老人1人暮らし: 18.5% - 平均構成人数 - 世帯: 2.20人 - 家族: 2.81人 収入と家計 - 収入の中央値 - 世帯: 27,405米ドル - 家族: 35,738米ドル - 性別 - 男性: 29,102米ドル - 女性: 21,298米ドル - 人口1人あたり収入: 16,169米ドル - 貧困線以下 - 対人口: 14.4% - 対家族数: 10.6% - 18歳未満: 18.9% - 65歳以上: 10.3% |

## 郡政府
郡政府は郡監獄の運営、地方道の維持、地方裁判所の運営、重要記録と資産記録の維持、公衆衛生規制の管理、福祉など社会サービスの項目で州の施策への参加を行う。郡政委員会は予算を管理するが、法や条例を作るのは限定付き権限である。ミシガン州では、警察と消防、建設と区画割、税評価、街路維持など地方政府の大半機能は個々の都市と郡区の責任である。

## 郡区
ゴギービック郡は下記6つの郡区に分割されている。
| - ベッセマー - アーウィン - アイアンウッド | - マレニスコ - ウェイクフィールド - ウォーターズミート |

## 都市と町

### 都市
- ベッセマー
- アイアンウッド
- ウェイクフィールド

### 未編入の町
- コナービル
- マレニスコ
- タラムゼー
- トマストン
- ウォーターズミート